# Рамзен (Шаффхаузен)
Рамзен (нем. Ramsen SH) — коммуна в Швейцарии, в кантоне Шаффхаузен. 
Население составляет 1316 человек (на 31 декабря 2006 года). Официальный код — 2963.